# Màgia a l'aigua
Màgia a l'aigua (títol original: Magic in the water) és una pel·lícula estatunidenca i del Canadà dirigida Rick Stevenson el 1995, i protagonitzada per Mark Harmon, Joshua Jackson, David Rasche, Frank Salsedo, Morris Panych, Ben Cardinal, Adrien Dorval. Ha estat doblada al català.

## Argument
El Doctor Jack Black és un psiquiatra divorciat i amb dos fills. Els tres van de vacances al llac de Glenorky, un cop en el llac passa el dia despreocupat, sense fer cas als seus fills i escrivint un llibre. Les llegendes locals diuen que en les aigües del llac viu una estranya criatura a la qual anomenen Orky, però en realitat és una mentida ideada amb la idea d'ocultar l'abocament dels residus tòxics.

## Repartiment
- Mark Harmon: Jack Black
- Joshua Jackson: Joshua Black
- Harley Jane Kozak: Wanda
- Sarah Wayne: Ashley Black
- Willie Nark-Orn: Hiro
- Adrien Dorval: Wright Hardy
- Mark Acheson: Lefty Hardy
- Anthony Towe: Taka
- John Procaccino: Frank
- Tom Cavanagh: Simon, Pacient 1
- Garrett Bennett: Christian, Pacient 2
- Brian T. Finney: Bug-Eyes, Pacient 3
- Peter Baer: noi en el bot
- Will Sasso